# Mount Turner, Alberta
Mount Turner är ett berg i Kanada.   Det ligger i provinsen Alberta, i den centrala delen av landet, 3 000 km väster om huvudstaden Ottawa. Toppen på Mount Turner är 2 708 meter över havet, eller 61 meter över den omgivande terrängen. Bredden vid basen är 0,47 km.
Terrängen runt Mount Turner är bergig åt nordväst, men åt sydost är den kuperad.Trakten runt Mount Turner är nära nog obefolkad, med mindre än två invånare per kvadratkilometer.. Det finns inga samhällen i närheten. 
Trakten runt Mount Turner består i huvudsak av gräsmarker.